# Aeroportul Doylestown
Aeroportul Doylestown (IATA: DYL, ICAO: KDYL, FAA LID: DYL) este un aeroport din Pennsylvania, Statele Unite ale Americii ce deservește zona Doylestown⁠(d). Aeroportul a fost tranzitat în 2019 de 6 pasageri. A fost numit după zona deservită.
Situat la o altitudine de 120 m, aeroportul dispune de 1 pistă.

## Infrastructură

### Piste
Aeroportul dispune de o singură pistă. Pista 5/23 are suprafața de asfalt și dimensiunile 3.002 picioare × 60 picioare. 